# Al Green
Albert Leornes Green, detto Al (Forrest City, 13 aprile 1946), è un cantante e pastore protestante statunitense.

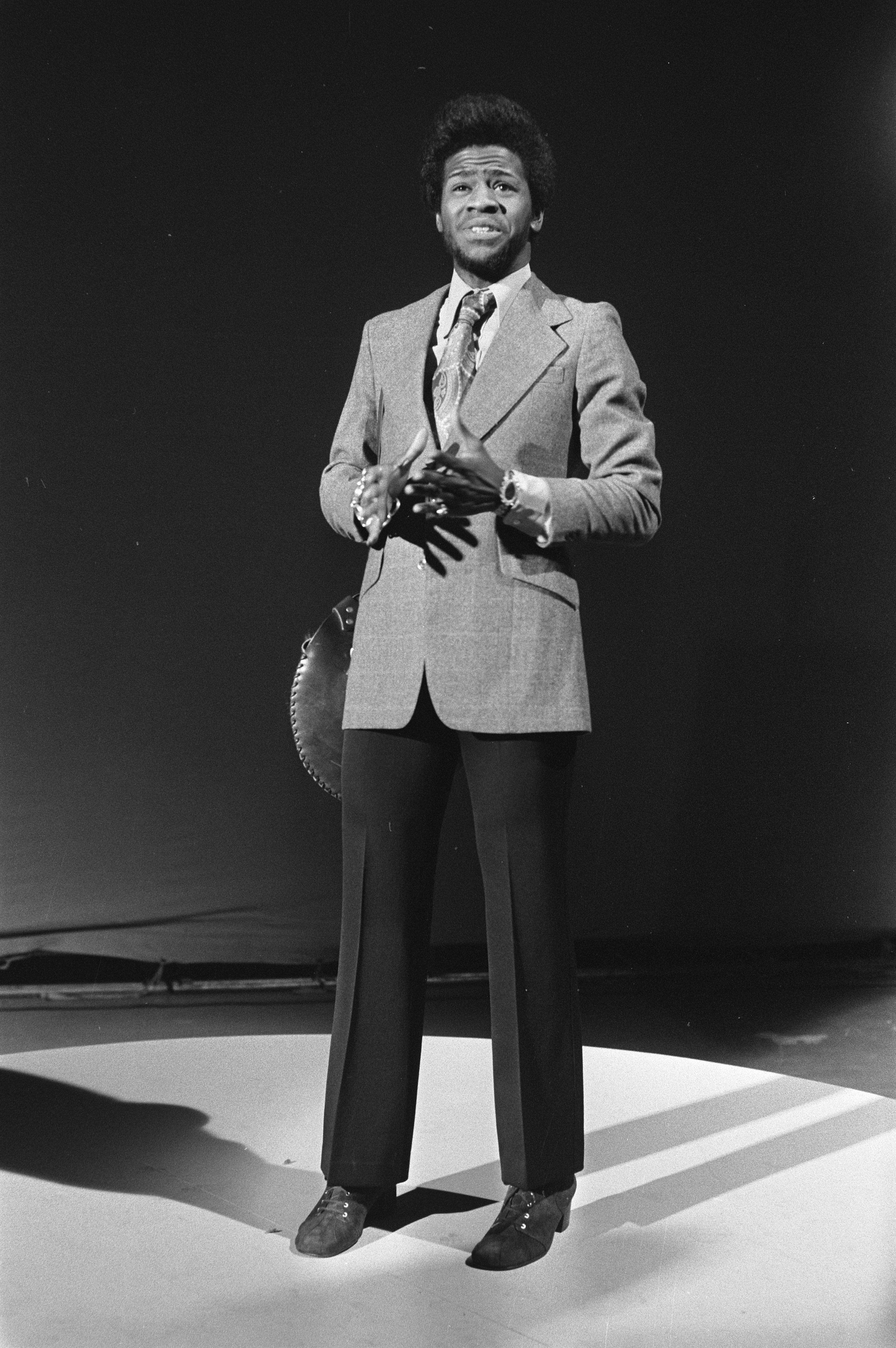
Al Green (1971)

Tra i maggiori esponenti di musica gospel e soul, Green riscosse grande popolarità negli anni settanta.
Vincitore di 11 Grammy Awards, nella sua carriera ha venduto oltre 20 milioni di dischi in tutto il mondo riscuotendo un notevole successo commerciale e raggiungendo in otto occasioni la top 10 delle classifiche dei singoli statunitensi.
All'apice del suo successo, Green visse un momento di forte conversione religiosa tanto da diventare, a partire dal 1976, un pastore della chiesa pentecostale Full Gospel Tabernacle Church di Memphis.
Green è stato inserito nella Rock and Roll Hall of Fame nel 1995 e nella Gospel Music Hall of Fame nel 2004. Numerose riviste specializzate lo hanno inserito nelle classifiche dei migliori cantanti ed artisti di sempre; il famoso magazine musicale Rolling Stone l'ha inserito nella lista dei 100 più grandi artisti di tutti i tempi e nella lista dei 100 migliori cantanti della storia. Nella sua carriera ha ricevuto 13 dischi d'oro e 3 dischi di platino negli Stati Uniti.

## Biografia

### Esordio
Green nacque a Forrest City, in Arkansas. Sesto di dieci figli di un mezzadro, iniziò a cantare a nove anni con alcuni dei suoi fratelli in un quartetto gospel, "The Greene Brothers". Solo alcuni anni dopo, lavorando da solista, eliminò la "e" dal suo cognome. Durante la metà degli anni cinquanta i fratelli continuarono a cantare nelle chiese della Louisiana fino a quando la famiglia non si trasferì a Grand Rapids, in Michigan. Impresario del gruppo era il padre degli stessi Greene, animato da un certo fanatismo religioso, tanto che, dopo aver sorpreso Albert ad ascoltare Baby Workout di Jackie Wilson, decise di espellerlo dal gruppo. In realtà il vero idolo di Al Green era il reverendo Claude Jetter, al quale si è poi ispirato per molte interpretazioni nell'uso "drammatico" del falsetto.
Dopo essere passato alla musica "secolare", durante la high school formò un gruppo chiamato "Al Greene & the Creations". Curtis Rogers e Palmer James, due membri delle Creations, crearono un'etichetta indipendente chiamata "Hot Line Music Journal". Nel 1967, sotto il nuovo nome di "Al Greene & the Soul Mates", la band registrò Back Up Train e lo fece uscire sotto la "Hot Line Music"; la canzone divenne un successo dell'R&B. I singoli successivi del gruppo non andarono bene come il primo. Green contattò il leader di una band, Willie Mitchell della Hi Records di Memphis, in Tennessee, e questi decise di scritturarlo come voce per uno show in Texas in cui suonava la sua band.

### Ascesa e notorietà
Mitchell prevedeva un'imminente notorietà per Green, e lo spronò a trovare una propria identità musicale cercando di non imitare i suoi beniamini, come il già citato Jackie Wilson, o come Wilson Pickett, James Brown e Sam Cooke. L'uscita dell'album Green Is Blues, primo per la Hi Records di Green, gli consentì di mostrare la sua voce potente ed espressiva, grazie anche agli arrangiamenti simili a quelli di Mitchell. 
L'LP successivo, Al Green Gets Next to You del '70, fu un successo e ricevette quattro dischi d'oro per il nuovo talento di Green come vocalist e come compositore. Let's Stay Together del '72 arrivò prima nella Billboard Hot 100 e rimane il suo brano-simbolo. Grande successo ottenne anche I'm Still in Love with You, dello stesso anno. La traccia principale di Let's Stay Together fu poi usata nel 1994 nel film Pulp Fiction di Quentin Tarantino. Call Me fu un successo di critica e pubblico; è uno degli album oggi più amati. Al Green Explores Your Mind del 1974 conteneva la canzone Take Me to the River, della quale poi i Talking Heads eseguirono una cover nel loro secondo album.

### Conversione
Il 18 ottobre 1974, la fidanzata di Green, Mary Woodson, versò su di lui dei fiocchi d'avena bollenti mentre si faceva la doccia perché Green aveva rifiutato la sua proposta di matrimonio. Questo causò delle ustioni di secondo grado alla sua schiena, allo stomaco e ad un braccio. In seguito la ragazza si suicidò nella stanza adiacente. Profondamente scosso, Green si convertì al Cristianesimo e divenne un pastore ordinato della Full Gospel Tabernacle di Memphis, nel 1976. Continuando a registrare R&B, Green vide le sue vendite iniziare a crescere e i critici sempre più aspri nei suoi confronti.
The Belle Album del 1977 venne acclamato dalla critica ma non ricevette abbastanza attenzione dal pubblico. Nel 1979, Green venne ferito mentre suonava, e interpretò l'incidente come un messaggio da Dio. Si concentrò dunque verso la chiesa e tornò ai canti gospel, apparendo nel 1982 con Patti Labelle nel musical teatrale a Broadway Your Arms Too Short to Box with God. Il suo primo album gospel fu The Lord Will Make a Way. Dal 1981 al 1989, Green registrò una serie di canzoni gospel, guadagnando otto Grammy per la "miglior performance da gospel". 
Nel 1984 il regista Robert Mugge realizzò un film documentario, Gospel According to Al Green, che includeva interviste sulla sua vita e sequenze riprese nella sua chiesa.

### Ritorno all'R&B

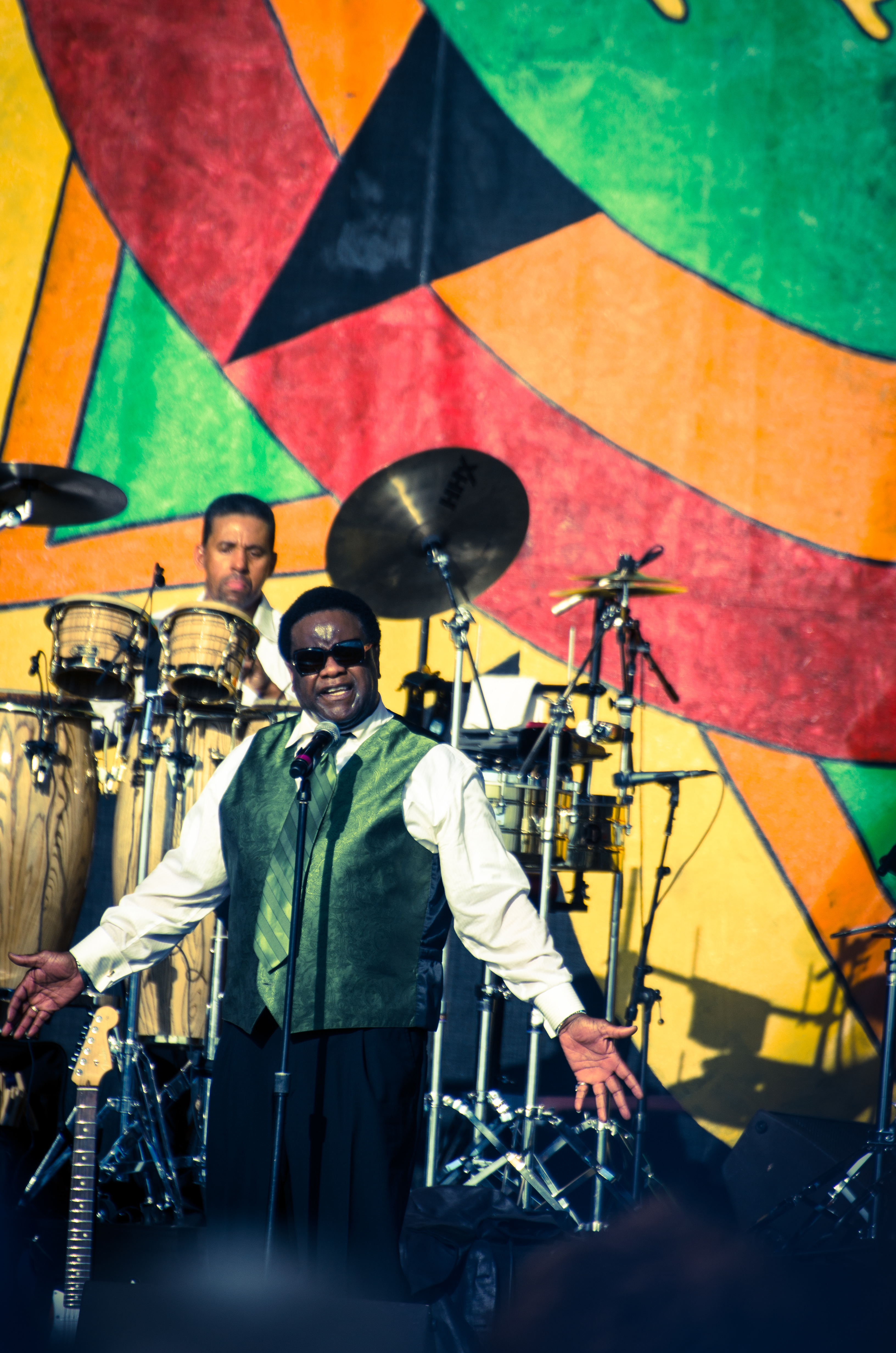
Al Green in concerto nel 2012

Dopo aver trascorso diversi anni a cantare esclusivamente canti sacri, Green ritornò all'R&B. Prima, realizzò un duetto con Annie Lennox, Put A Little Love In Your Heart, che fece da colonna sonora per S.O.S. fantasmi, un film di Richard Donner, con Bill Murray. Nel 1989 Green si mise in affari con il produttore discografico Arthur Baker per comporre il successo internazionale The Message Is Love. Nel 1994 realizzò un altro duetto con il cantante country Lyle Lovett: Funny How Time Slips Away univa elementi della musica country con l'R&B, e gli fece guadagnare il nono Grammy, questa volta nella categoria pop.
Il primo album che escludeva la musica sacra fu Your Heart's In Good Hands, del 1995, sempre ben accolto dalla critica ma distrutto dalla quantità di copie vendute: lo stesso anno, Green entrò nella "Rock and Roll Hall of Fame".
Nel 2000, Green pubblicò Take Me to the River, un libro sulla sua carriera. Ricevette nel 2002 un Grammy alla carriera. Dal 2003 Green realizzò un album per la prima volta da tempo non religioso intitolato I Can't Stop, che rappresenta la sua prima collaborazione con Willie Mitchell dopo il singolo He's the Light del 1985. In seguito, in marzo 2005, pubblicò Everything's Ok come una sorta di seguito a I Can't Stop. Mitchell ha anche lavorato sull'ultimo cd di Green.
Nel 2004, Green venne introdotto all'associazione per la musica gospel della Gospel Music Hall of Fame. Ancora oggi egli continua a fare tournée e a riempire con i suoi concerti il Full Gospel Tabernacle di Memphis, in Tennessee. Sempre nel 2004 la rivista Rolling Stone l'ha collocato al 66º posto sulla sua lista dei 100 più grandi artisti di tutti i tempi e nel 2008 l'ha posizionato alla 14ª posizione nella classifica dei 100 migliori cantanti della storia. Nello stesso anno Al Green ha registrato con il batterista dei Roots, Ahmir "Questlove" Thompson l'album Lay It Down per la Blue Note Records.
Nel settembre del 2018 Green ha inciso la cover del brano Before the Next Teardrop Falls, originariamente interpretata dal Freddy Fender (nel 1975). Il brano ha segnato il ritorno della carriera in studio di Green dopo oltre 10 anni dall'ultima uscita musicale.

## Discografia

### Album in studio
- Back Up Train (1967)
- Green Is Blues (1969)
- Al Green Gets Next to You (1971)
- Let's Stay Together (1972)
- I'm Still in Love with You (1972)
- Call Me (1973)
- Livin' for You (1973)
- Al Green Explores Your Mind (1974)
- Al Green Is Love (1975)
- Full of Fire (1976)
- Have a Good Time (1976)
- The Belle Album (1977)
- Truth n' Time (1978)
- The Lord Will Make a Way (1980)
- Higher Plane (1981)
- Precious Lord (1982)
- I'll Rise Again (1983)
- White Christmas (1983)
- Trust in God (1984)
- He Is the Light (1985)
- Soul Survivor (1987)
- I Get Joy (1989)
- Love Is Reality (1992)
- Don't Look Back (1993)
- Your Heart's in Good Hands (1995)
- Feels Like Christmas (2001)
- I Can't Stop (2003)
- Everything's OK (2005)
- Lay It Down (2008)

### Live
- 1981 - Tokyo Live

### Raccolte (parziale)
- 1975 - Al Green's Greatest Hits
- 1977 - Al Green's Greatest Hits, Vol. 2
- 1988 - Hi Life - The Best of Al Green
- 2002 - Love - The Essential Al Green
- 2003 - The Love Songs Collection

### Singoli (parziale)
- 1971 - Tired of Being Alone
- 1972 - Let's Stay Together
- 1972 - I'm Still in Love with You
- 1972 - Look What You Done for Me
- 1972 - You Ought to be with Me
- 1973 - Call Me (Come Back Home)
- 1973 - Here I Am (Come and Take Me)
- 1974 - Sha-La-La (Make Me Happy)
- 1974 - Let's Get Married
- 1974 - Livin' for You
- 1975 - L-O-V-E (Love)
- 1975 - Full of Fire
- 1977 - Keep Me Cryin'
- 1988 - Put a Little Love in Your Heart (con Annie Lennox)
- 1989 - The Message Is Love (Con Arthur Baker e i Backbeat Disciples)
- 1993 - Love Is a Beautiful Thing